# Westerborkpad

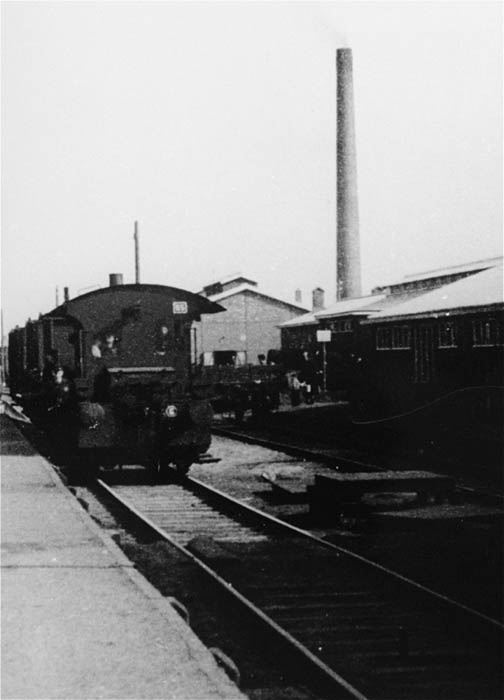
Der Bahnhof im Lager Westerbork (1942–1944)

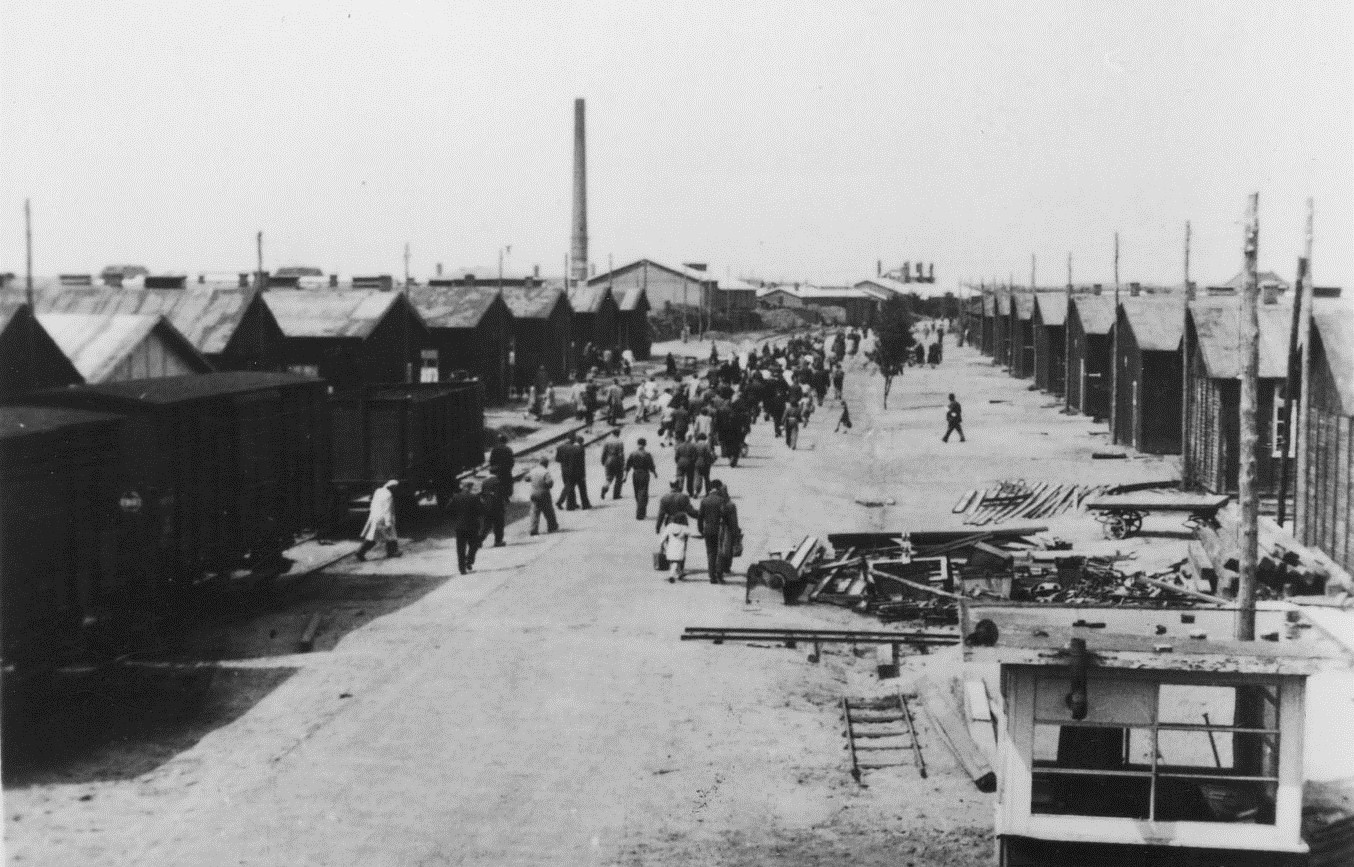
Das Lager (ca. 1944)

Der Westerborkpad ist ein 342 Kilometer langer Wanderweg in den Niederlanden. Folgt man dem Pfad entlang der Bahnschienen, lässt sich der Weg nachvollziehen, auf dem mehr als 100.000 deportierte Juden während der deutschen Besetzung der Niederlande von 1940 bis 1945 von Amsterdam aus mit dem Zug zum Durchgangslager Westerbork gebracht wurden. Die große Mehrzahl dieser Menschen wurde von Westerbork in Vernichtungslager deportiert und ermordet.

## Geschichte und Beschreibung
Die Initiative zur Einrichtung dieses offiziellen Wanderwegs ging von dem Niederländer Jan Dokter aus, der 1943 und 1944 zwölf Familienmitglieder durch den Holocaust verlor. Acht von ihnen wurden in Auschwitz, vier in Sobibor ermordet, darunter seine vierjährige Cousine. Er selbst war damals acht Jahre alt und wurde nicht deportiert, weil er einen nichtjüdischen Vater hatte. Die zwölf Menschen stammten aus der jüdischen Familie seiner Mutter namens Pakkedrager. Als seine Mutter nach dem Krieg vom Tod ihrer Verwandten erfuhr, wurde sie psychisch krank.
Dokter hatte 2008 die Idee zu dem Wanderweg, nachdem er ihn 2005 privat als 70-Jähriger in Gedenken an seine getöteten Verwandten vier Tage lang gegangen war: „Iedereen loopt naar Santiago, maar nog nooit was iemand op dit idee gekome.“ („Jeder läuft nach Santiago, aber auf diese Idee war noch keiner gekommen.“) Er erstellte auf Anregung des Leiters der Erinnerungsstätte Westerbork eine Broschüre mit der Beschreibung des Weges, dessen Verlauf er selbst ausgearbeitet hatte. Im Januar 2012 wurde der Weg als „Wander- und Besinnungsroute“ offiziell eröffnet. Aufgrund des großen Erfolges erschien 2017 die dritte Ausgabe der Wanderbroschüre in Zusammenarbeit mit der Stichting Wandelnet. Offizielle Träger des Projekts sind die Gedenkstätte Kamp Westerbork und der Koninklijke Wandel Bond Nederland (KWBN) in Zusammenarbeit mit dem Kenniscentrum Groen en Handicap.
Der Weg ist mit eigenen rot-blauen Markierungen mit dem Symbol eines Stacheldrahts ausgeschildert, im Gegensatz zu anderen Wanderwegen aus Respekt vor den Toten nur in eine Richtung.
Der Wanderweg beginnt an der Hollandsche Schouwburg in Amsterdam und führt nach einem Rundgang durch die Stadt an oder nahe der Eisenbahnstrecke entlang, auf der die Züge mit den deportierten Menschen in das Lager Westerbork fuhren. Die Gesamtlänge des Fernwanderweges (Lange-Afstand-Wandelpad = LAW) beträgt 342 Kilometer über 56 Stationen, führt durch fünf Provinzen und 20 Gemeinden. Er passiert Verstecke sowie Orte, an denen Menschen gefangen gehalten oder ermordet wurden, jüdische Friedhöfe, Synagogen und Gedenkstätten.
31 speziell gekennzeichnete Etappen sind barrierefrei angelegt. Im Rahmen des Luisterpads sind 60 Zeitzeugen-Berichte per App mit dem Smartphone unterwegs wie auch online zu hören.

## Etappen
| Nr.       | Startort                      | Zielort                       | km          | Stationen (Auswahl) | Bilder |
| --------- | ----------------------------- | ----------------------------- | ----------- | --- | --- |
| 1         | Hauptbahnhof Amsterdam        | Hollandsche Schouwburg        | 6,7         | Hollandsche Schouwburg (Sammelplatz für die Amsterdamer Juden vor der Deportation), Anne-Frank-Haus, De Dokwerker, Joods Museum, ehemalige Jodenbuurt u. w., darunter das Haus Paardekraalstraat 1, in dem Maurits Pakkedrager wohnte, der in Sobibor vergaste Großvater von Jan Dokter. | Die Hollandsche Schouwburg |
| 2         | Hollandsche Schouwburg        | Bahnhof Amsterdam Muiderpoort | 3,7         | Das bronzene Monument vor het kunstenaarsverzet wurde 1973 zur Erinnerung an den Widerstandskämpfer Gerrit van der Veen errichtet. Bildhauer war Carel Kneulman. | Monument vor het kunstenaarsverzet (Detail) |
| 3         | Bahnhof Amsterdam Muiderpoort | Bahnhof Diemen                | 4,6         | Während der deutschen Besatzung wurden rund 11.000 jüdische Menschen von Muiderpoort aus in das Lager Westerbork deportiert. | Denkmal vor dem Bahnhof Muiderpoort |
| 4         | Bahnhof Diemen                | Diemerbos                     | 3,0         | Nederlands-Israëlitische Begraafplaats in Diemen: Der Friedhof wurde 1913–1914 von der Gemeinde Amsterdam in Auftrag gegeben. Auf dem Friedhof befindet sich ein Urnenfeld mit der Asche von jüdischen Menschen, die während des Krieges im Lager Westerbork ums Leben kamen und deren Leichname dort gegen jüdische Sitte verbrannt wurden. In den Jahren 1956–1957 wurden rund 28.000 Gräber einschließlich des umgebenden Bodens (als Eigentum der Toten betrachtet) vom Zeeburger Friedhof (Gemeinde Amsterdam) nach Diemen überführt. | Jüdischer Friedhof Diemen |
| 5         | Diemerbos                     | Bahnhof Weesp                 | 5,5         | Das Naherholungsgebiet Diemerbos wurde in den 1990er Jahren angelegt, zuvor befanden sich hier landwirtschaftliche Flächen. | Infotafel zu Stolpersteinen in Weesp |
| 6         | Bahnhof Weesp                 | Muiden                        | 5,5         | Die Weesper Synagoge in der Nieuwstraat existiert seit 1840. Während der deutschen Besatzung wurden alle Weesper Juden deportiert, und die Synagoge wurde geplündert. Nachdem das Gebäude anschließend für andere Zwecke genutzt worden war, wurde es 1997 restauriert und dient seitdem wieder als Synagoge. An der Außenmauer ist eine Gedenktafel zur Erinnerung an die ermordeten Juden von Weesp angebracht. | Ehemalige Synagoge von Weesp |
| 7         | Muiden                        | Jüdischer Friedhof Muiderberg | 5,1         | Auf dem Jüdischen Friedhof Muiderberg liegen rund 45.000 aschkenasische Juden, vor allem aus Amsterdam, beerdigt. Er ist der älteste und gleichzeitig größte jüdische Begräbnisplatz der Niederlande. Während der deutschen Besatzung waren Bestattungen in Muiderberg verboten. Viele Gräber sind heutzutage nicht mehr gepflegt, da die Familienangehörigen im Holocaust ermordet wurden. | Aula des Jüdischen Friedhofs Muiderberg |
| 8         | Jüdischer Friedhof Muiderberg | Pumpwerk „De Machine“         | 4,2         | Das Pumpwerk De Machine wurde 1883 gebaut, um das Naardermeer leer zu pumpen, was nicht gelang. Heute ist es ein Wohnhaus. | Naardermeer |
| 9         | Pumpwerk „De Machine“         | Bahnhof Naarden-Bussum        | 4,7         | Denkmal zur Erinnerung an fünf niederländische Männer, die am 4. Februar 1945 von den deutschen Besatzern erschossen wurden. | Denkmal zur Erinnerung |
| 10        | Bahnhof Naarden-Bussum        | Bussumerheide                 | 5,6         | Der jüdische Friedhof ist Teil des alten Friedhofs von Bussum. Hier wurden vor allem Juden aus Naarden und Bussum bestattet. Es gibt rund 200 Grabsteine, ungewöhnlich sind mehrere Grabdenkmäler aus Holz. An einer Backsteinmauer sind Erinnerungstafeln für ermordete Juden angebracht. | Holzgrabmal auf dem Jüdischen Friedhof Bussum |
| 11        | Bussumerheide                 | Bahnhof Hilversum             | 5,4         | Zur Zeit des Zweiten Weltkriegs wurden auf der Bussumerheide fünf niederländische Widerständler von den Deutschen hingerichtet. An sie erinnert das Gedenkkruis voor verzetsmensen | Gedenkkruis voor verzetsmensen |
| 12        | Bahnhof Hilversum             | Loosdrecht                    | 6,1         | An der Oude Torenlaan befindet sich ein Denkmal mit einem Stein aus Mauthausen. Dieser Stein wurde von dem Widerstandskämpfer Bill Minco aus dem dortigen Steinbruch, in dem er arbeiten musste, mitgenommen. Am 5. Mai 1970 wurde der Stein an einer Mauer des Friedhofs Gedenkt te Sterven angebracht. | Stein aus Mauthausen |
| 13        | Loosdrecht                    | Bahnhof Hilversum Sportpark   | 7,6         | Das Kriegsdenkmal in Nieuw-Loosdrecht erinnert an zehn Männer aus Loosdrecht, die 50 Meter von der Gedenkstätte entfernt am 20. März 1945 von den deutschen Besatzern erschossen wurden, als Vergeltungsmaßnahme für die Erschießung eines deutschen Soldaten. | Kriegsdenkmal Loosdrecht |
| 14        | Bahnhof Hilversum -Sportpark  | Hooge Vuursche                | 3,4         | Landschaftsgebiet Hooge Vuursche | Hooge Vuursche-Landschaft |
| 15        | Hooge Vuursche                | Bahnhof Baarn                 | 4,6         | Landgut Hooge Vuursche | Das Landgut Hooge Vuursche |
| 16        | Bahnhof Baarn                 | Soest                         | 5,1         | Verzetsmonument Soest von Bildhauer Albert Dresmé, errichtet 1954. In einem Interview sagte der Künstler 1966, dass seine eigenen Erlebnisse in Amsterdam – so die Deportation der Juden und der Hungerwinter 1944/45 – ihn bei der Gestaltung inspiriert hätten. Nach der Enthüllung des Denkmals wurde Kritik laut, weil darauf ein Clown zu sehen ist, der Joseph Goebbels symbolisieren soll. | Widerstandsdenkmal in Soest |
| 17        | Soest                         | Bahnhof Amersfoort Centraal   | 5,9         | Der Jüdische Friedhof am Soesterweg in Amersfoort besteht seit 1873 und beherbergt rund 3800 Gräber. Seit 1955 gibt es eine Erinnerungstafel an 55 unbekannte Opfer aus dem Lager Amersfoort. Die Toten lagen zuerst in einem Massengrab auf der Leusderheide. Mutmaßlich befinden sich darunter die sterblichen Überreste des Amsterdamer Kommunalpolitikers Monne de Miranda. | Erinnerungstafel am Friedhof |
| 18        | Bahnhof Amersfoort Centraal   | Sowjetischer Ehrenfriedhof    | 5,3         | Im Durchgangslager Amersfoort wurden zwischen 1941 und 1945 rund 32.000 Menschen festgehalten, darunter auch „Geiseln“ und „Schutzhäftlinge“. Jüdische Gefangene wurden weiter in das KZ Mauthausen oder andere KZs transportiert. Im Lager wurden auch Menschen hingerichtet. | Wachtturm Kamp Amersfoort |
| 19        | Sowjetischer Ehrenfriedhof    | Bahnhof Amersfoort Schothorst | 7,6         | Auf dem Sowjetischen Ehrenfriedhof in Leusden liegen 865 sowjetische Soldaten begraben. Darunter befinden sich 101 Kriegsgefangene, mehrheitlich usbekischer Herkunft, von denen 26 in wenigen Monaten im Kamp Amersfoort zu Tode gequält wurden; die überlebenden Männer wurden am 9. April 1942 hingerichtet. Das war die größte Massenexekution in den Niederlanden während der deutschen Besatzung. Weitere sowjetische Kriegsgefangene und Zwangsarbeiter wurden nach dem Krieg auf diesen Friedhof umgebettet, um eine zentrale Erinnerungsstätte für alle sowjetischen Opfer zu schaffen. | Russischer Friedhof |
| 20        | Bahnhof Amersfoort Schothorst | Bahnhof Amersfoort Vathorst   | 3,1         | | |
| 21        | Bahnhof Amersfoort Vathorst   | Bahnhof Nijkerk               | 6,8         | In der Spoorstraat 20 in Nijkerk wohnte die Familie de Liver, die Eltern Samuël und Petronella mit ihren Töchtern Sophia, Margaretha und Josephina. Sophia und Margaretha arbeiteten in der psychiatrischen Klinik Het Apeldoornsche Bosch in Apeldoorn. In der Nacht vom 21. auf den 22. Januar 1941 räumte die SS die Klinik unter der Führung von Hauptsturmbannführer Ferdinand aus der Fünten. 1200 Insassen und 50 Mitarbeiter, darunter Sophia und Margaretha de Liver, wurden nach Auschwitz deportiert und ermordet. Die Eltern wurden am 25. Mai 1943 von Westerbork nach Sobibor gebracht und dort getötet. Josephina de Liver kam ins Kamp Vught, wo sie zum sogenannten Philips-Kommando eingeteilt wurde. Diese Gruppe wurde auch nach ihrer Deportation von der Firma Philips weitgehend beschützt, weshalb Josephina de Liver als einziges Mitglied ihrer Familie den Holocaust überlebte. Dem Bürgermeister von Nijkerk, Zwaantinus Bruins Slot, gelang es, in seiner Gemeinde so viele jüdische Menschen verstecken zu lassen, dass sich – nachdem Nijkerk als „judenfrei“ galt – dort mehr Juden aufhielten als die heimische jüdische Gemeinde zählte. | Ehemaliges Wohnhaus der Familie de Liver |
| 22        | Bahnhof Nijkerk               | Hoek Tintelersteeg/Hogesteeg  | 6,3         | Schon vor 1650 siedelten sich erste jüdische Familien in Nijkerk an. Im 19. Jahrhundert machte sich die Stadt einen Namen als Zentrum für Tora-Studien, nach der Jahrhundertwende wurde die Gemeinde allerdings immer kleiner. 1940/41 wurde die Synagoge von den Deutschen geschlossen. 48 Juden aus Nijkerk wurden ermordet, 13 überlebten das Kriegsende. 1962 wurde die Gemeinde aufgegeben. Im Museum Nijkerk und mit einer Gedenktafel wird an die Juden von Nijkerk erinnert. | Museum Nijkerk |
| 23        | Hoek Tintelersteeg/Hogesteeg  | Bahnhof Putten                | 8,9         | Im Oktober 1944 wurden 660 Männer aus Putten als Vergeltungsmaßnahme für die Beschießung eines Wagens mit vier deutschen Offizieren (einer kam dabei ums Leben) von der deutschen Wehrmacht in verschiedene Konzentrationslager, die meisten nach Neuengamme deportiert, wo 540 Männer umkamen. Frauen, Kinder und Menschen mussten das Dorf verlassen, das dann zum Teil von der Wehrmacht zerstört wurde. An dieses Kriegsverbrechen erinnert das Vrouwtje van Putten, das 1949 von Königin Juliana in einem Erinnerungspark enthüllt wurde. | Denkmal Putten |
| 24        | Bahnhof Putten                | Übergang Volenbekerweg        | 4,4         | Ab 1942 wurde das Kasteel de Vanenburg als Gefangenenlager für jüdische Zwangsarbeiter genutzt. Die Männer durften weder Besuch noch Pakete erhalten. Es liegen nur wenige Informationen über dieses Lager vor, einzige Quelle sind Postkarten des Gefangenen David Brandon. Er wurde später deportiert und kehrte nicht zurück. | Kasteel de Vanenburg |
| 25        | Übergang Volenbekerweg        | Bahnhof Ermelo                | 3,3         | | |
| 26        | Bahnhof Ermelo                | Bahnhof Harderwijk            | 7,3         | Die Familie Hillebrandt aus Ermelo bot ab 1942 den jüdischen Kindern Eva und Bram Been aus Leeuwarden Platz zum Untertauchen. Sie wurden aus Platzgründen von ihren Eltern getrennt versteckt, auch damit sich die Kinder frei bewegen konnten. 1944 wurden die beiden verraten und trotz Versuchen der Familie Hillebrandt, den Kindern das zu Leben zu retten, nach Auschwitz deportiert. Ihre Eltern, die in Leeuwarden untergetaucht waren, überlebten den Krieg. | Die Familie Hillebrandt aus Ermelo bot ab 1942 den jüdischen Kindern Eva und Bram Been aus Leeuwarden Platz zum Untertauchen. Sie wurden aus Platzgründen von ihren Eltern getrennt versteckt, auch damit sich die Kinder frei bewegen konnten. 1944 wurden die beiden verraten und trotz Versuchen der Familie Hillebrandt, den Kindern das zu Leben zu retten, nach Auschwitz deportiert. Ihre Eltern, die in Leeuwarden untergetaucht waren, überlebten den Krieg. |
| 27        | Bahnhof Harderwijk            | Fußgängerbrücke A28           | 7,2         | Zu Beginn der deutschen Besatzung lebten in Harderwijk 39 jüdische Menschen. Zwei Familien mit 18 Mitgliedern gelang es unterzutauchen und den Krieg zu überleben. 21 jüdische Einwohner von Harderwijk wurden deportiert und ermordet. Ihre Namen sind auf einer Gedenktafel an der Synagoge zu lesen. | Gedenkstein an der Synagoge von Harderwijk |
| 28        | Fußgängerbrücke A28           | Weg über A28                  | 5,2         | Flugsandgebiet Hulshorsterzand | Hulshorsterzand |
| 29        | Weg über A28                  | Bahnhof Nunspeet              | 6,3         | Wald bei Nunspeet | Wald bei Nunspeet |
| Abstecher | Vierhouten                    | Verscholen Dorp               | 6,1 8,6     | 1943 und 1944 befand sich in den Wäldern um Vierhouten ein „verstecktes Dorf“ (Pas-Op-Kamp genannt nach dem nahegelegen Bauernhof Pas Op) aus neun unterirdischen Hütten, erbaut von Corry (Tante Cor) und Dionnysiu Bakker (Opa Bakker) mit der Unterstützung des Widerstandskämpfers Edouard von Baumhauer (De Boem). Dort wurden Juden, alliierte Piloten, Polizisten, die nicht für die Deutschen arbeiten wollten, und andere verfolgte Menschen (insgesamt 80 bis 100) versteckt, darunter auch ein desertierter deutscher Soldat. Die Bewohner wurden von den Bakkers mit Lebensmitteln versorgt. Im Oktober 1944 wurde das Dorf durch Zufall von jagenden deutschen Soldaten entdeckt. Etliche Bewohner konnten entkommen, acht von ihnen wurden an Ort und Stelle erschossen. Opa Bakker wurde Anfang 1945 gemeinsam mit 45 anderen Männern im Rahmen einer Vergeltungsmaßnahme hingerichtet. Seit 2013 kann man drei Hütten als Nachbauten besichtigen. | Haus im Verscholen Dorp · Gedenkstein zur Erinnerung an die Erbauer des Verscholen dorp |
| 30        | Bahnhof Nunspeet              | Klaterweg                     | 5,3         | | |
| 31        | Klaterweg                     | Bahnhof’t Harde               | 6,3         | | |
| Abstecher | Elburg                        | ’t Harde                      | 5,2 5,9 6,6 | Im Kasteel Zwaluwenburg waren die beiden jüdischen Jungen Nico (1932) und Loukie (1936) versteckt, es hieß, sie seien aus Rotterdam evakuiert. 1942 wurde das Schloss von der niederländischen Marechaussee durchsucht, und die beiden Kinder kamen ins Gefängnis in Zwolle. Kurz danach wurden sie freigelassen und dann erneut gefangen genommen. Sie kamen in das Kinderhaus gegenüber der Hollandsche Schouwburg, von wo aus sie von Widerstandsgruppen in eine Pflegefamilie in Sicherheit gebracht wurden. Unter verschiedenen Untertauchadressen überlebten sie den Krieg, ihre Eltern kamen um. | Kasteel Zwaluwenburg · Gedenktafel an der ehemaligen Synagoge von Elburg |
| 32        | Bahnhof ’t Harde              | Umgebung Vierschotenweg       | 5,4         | | |
| 33        | Umgebung Vierschotenweg       | Bahnhof Wezep                 | 7,4         | | |
| 34        | Bahnhof Wezep                 | Hattem, Wachtelenberg         | 4,7         | | |
| 35        | Hattem, Wachtelenberg         | Hattem, Zentrum               | 3,8         | Auf dem Jüdischen Friedhof von Hattem befindet sich das Grab der Eheleute van Gelder-Bakker aus Zwolle. Während der Besatzungszeit lebten sie versteckt in einer Hütte auf dem Landgut Molecaten, in der Nähe lebten zwei weitere untergetauchte Familien. Sie wurden von der Landelijke Organisatie voor Hulp aan Onderduikers (LO) mit Lebensmitteln versorgt. Die Eheleute waren für ihr riskantes Verhalten bekannt und hielten sich nicht an die vereinbarten Regeln; so ließen sie ihre Kinder trotz Mahnungen nach draußen gehen. Während einer Panzerübung der Wehrmacht wurde die vorübergehend verlassene Hütte der Familie van Gelder entdeckt, der Bürgermeister von Hattem konnte aber weitere Untersuchungen durch die Deutschen verhindern. Nach diesem Vorfall durften die Eltern in die Hütte zurückkehren, die Kinder wurden hingegen woanders untergebracht. Die Eltern bestanden darauf, dass ihre Kinder zu ihnen zurückgebracht würden, und es kam zu Auseinandersetzungen. Die Widerstandskämpfer befürchteten, dass das Verhalten der Eheleute eine Gefahr für alle darstelle. Am 22. April 1944 wurden sie auf gemeinsamen Beschluss von Mitgliedern der Widerstandsgruppe hingerichtet und im Wald vergraben. Nach dem Krieg wurden sie auf den Jüdischen Friedhof Hattem umgebettet. Ihre Kinder ließen ihnen einen Grabstein aufstellen; die Namen der Eheleute befinden sich auch auf der Gedenktafel an der ehemaligen Synagoge von Hattem. | Grab der Eheleute van Gelder-Bakker · Gedenktafel an der Synagoge von Hattem |
| 36        | Hattem, Zentrum               | Bahnhof Zwolle                | 7,9         | Am 2. und 3. Oktober 1942 wurden die jüdischen Arbeitslager in den Niederlanden geräumt. Die Familien der Zwangsarbeiter aus Zwolle wurden aufgefordert, sich im Gymnasium Celeanum zu melden, wegen angeblicher „Familienzusammenführung“. Am 3. Oktober wurden die Familien vom Gymnasium aus zum Bahnhof nach Zwolle gebracht und von dort nach Westerbork. Die Mehrzahl der Menschen wurde in Auschwitz ermordet. | Gymnasium Celeanum |
| 37        | Bahnhof Zwolle                | Sparrenlaan/Campherbeeklaan   | 4,7         | Seit dem 14. Jahrhundert lebten Juden in Zwolle, ab 1899 verfügten sie über eine eigene Synagoge. 1940 lebten rund 800 jüdische Menschen in der Stadt, von denen 140 die Kriegszeit in Verstecken überlebten, vier von ihnen kehrten aus Lagern zurück. Eine Untertauchadresse war die von Atie und Nico Noordhof in der P.C. Hooftstraat 18, wo im Keller und auf dem Speicher eines Reihenhauses insgesamt 14 Menschen untergebracht waren. Am 14. April 1945 wurde Zwolle befreit, und die untergetauchten Menschen konnten ihr Versteck verlassen. „Das war der glücklichste Moment in unserem Leben“, so Nico Noordhof. 1999 wurden die Noordhofs posthum als Gerechte unter den Völkern geehrt. | Gedenktafel für die Noordhofs |
| 38        | Sparrenlaan/Campherbeeklaan   | Grensweg                      | 5,5         | Am 3. September 1944 ging der letzte Transport von Westerbork nach Auschwitz. Sonja Wagenaar-van Dam gehörte zu einer Gruppe von acht jungen Leuten, die es schafften, mit Hilfe einer aus dem Lager geschmuggelten Säge die hölzerne Wand des Waggons aufzuschneiden. Es gelang ihnen, aus dem Waggon zu springen und zu entkommen. | Am 3. September 1944 ging der letzte Transport von Westerbork nach Auschwitz. Sonja Wagenaar-van Dam gehörte zu einer Gruppe von acht jungen Leuten, die es schafften, mit Hilfe einer aus dem Lager geschmuggelten Säge die hölzerne Wand des Waggons aufzuschneiden. Es gelang ihnen, aus dem Waggon zu springen und zu entkommen. |
| 39        | Grensweg                      | Lichtmis                      | 5,0         | | |
| 40        | Lichtmis                      | Osterparallelweg/Dekkerweg    | 5,0         | Der neunjährige Ed van Thijn und seine Mutter konnten durch eine List des Vaters Anfang 1943 aus dem Lager Westerbork freikommen. In den folgenden Jahren versteckte sich van Thijn an 18 verschiedenen Orten. Er wurde schließlich verraten und Anfang 1945 nach Westerbork zurückgebracht. Wegen des Generalstreiks von 1944 gab es keinen Zugverkehr mehr, so dass er nicht deportiert wurde. Bei Kriegsende war der inzwischen Elfjährige noch in Westerbork. Er wurde zum Wärter der Kollaborateure ernannt, die nun im Lager inhaftiert waren. Seine Großeltern wurden ermordet, seine Eltern überlebten den Holocaust. Später wurde van Thijn Oberbürgermeister von Amsterdam sowie niederländischer Innenminister. | Der neunjährige Ed van Thijn und seine Mutter konnten durch eine List des Vaters Anfang 1943 aus dem Lager Westerbork freikommen. In den folgenden Jahren versteckte sich van Thijn an 18 verschiedenen Orten. Er wurde schließlich verraten und Anfang 1945 nach Westerbork zurückgebracht. Wegen des Generalstreiks von 1944 gab es keinen Zugverkehr mehr, so dass er nicht deportiert wurde. Bei Kriegsende war der inzwischen Elfjährige noch in Westerbork. Er wurde zum Wärter der Kollaborateure ernannt, die nun im Lager inhaftiert waren. Seine Großeltern wurden ermordet, seine Eltern überlebten den Holocaust. Später wurde van Thijn Oberbürgermeister von Amsterdam sowie niederländischer Innenminister. |
| 41        | Osterparallelweg/Dekkerweg    | Staṕhorst, Bergerslag         | 6,1         | Ab dem 10. Juli 1942 waren im Arbeitslager Het Wiede Gat 96 jüdische Zwangsarbeiter untergebracht, die im umliegenden Heidegebiet Arbeiten zur Anlage eines Waldes verrichten mussten. Am 2. Oktober 1942 wurde das Lager, wie andere auch, geräumt und die Arbeiter nach Westerbork gebracht; ihre Familie kamen im Rahmen einer angeblichen „Familienzusammenführung“ ebenfalls nach Westerbork (s. Etappe 36); von dort wurden die meisten von ihnen nach Auschwitz deportiert. | Ab dem 10. Juli 1942 waren im Arbeitslager Het Wiede Gat 96 jüdische Zwangsarbeiter untergebracht, die im umliegenden Heidegebiet Arbeiten zur Anlage eines Waldes verrichten mussten. Am 2. Oktober 1942 wurde das Lager, wie andere auch, geräumt und die Arbeiter nach Westerbork gebracht; ihre Familie kamen im Rahmen einer angeblichen „Familienzusammenführung“ ebenfalls nach Westerbork (s. Etappe 36); von dort wurden die meisten von ihnen nach Auschwitz deportiert. |
| 42        | Staṕhorst, Bergerslag         | Bahnhof Meppel                | 6,5         | 1948 wurde auf dem Markt von Staphorst das Kriegsdenkmal eingeweiht. Unter den Namen auf dem Denkmal befinden sich auch die von Emmanuel Roos und seinem Neffen Salomon van der Sluis. 1942 mussten sich die beiden Männer zur Zwangsarbeit melden. Salomon kam in das Arbeitslager Linde bei Zuidwolde und sein Onkel Emmanuel ins Lager Conrad bei Staphorst. Beide kehrten nicht zurück. | Kriegsdenkmal in Staphorst |
| 43        | Bahnhof Meppel                | Oosterbroekenweg              | 4,1         | Eduard van de Rhoer kam 1942 in das Durchgangslager Westerbork und wurde mit Hilfe des nicht-jüdischen Kochs Dirk Massier aus Meppel für die Küche eingeteilt. Durch die Arbeit war er vorläufig von der Deportation freigestellt und konnte, als einige Monate später auch seine Eltern und sein Bruder ins Lager kamen, diesen einen gewissen Schutz bieten. Am 4. Mai 1943 wurden seine Eltern dennoch deportiert. Eine Woche später konnte Eduard seinem Bruder Jacques zur Flucht verhelfen, um anschließend selbst zu flüchten. Die beiden Brüder trafen sich bei einer Untertauchadresse wieder. Sie überlebten das Kriegsende. Die Namen ihrer Eltern befinden sich auf dem Jüdischen Monument in Meppel. | Jüdisches Monument Meppel |
| 44        | Oosterbroekenweg              | Noorderkanalweg/Broekhuizen   | 3,2         | | |
| 45        | Noorderkanalweg/Broekhuizen   | Koekange                      | 5,0         | | |
| 46        | Koekange                      | Echten                        | 5,9         | | |
| 47        | Echten                        | Hoogeveen, Nieuwe Brug        | 3,5         | Im August 1942 nahm Cornelis Flokstra drei untergetauchte Menschen in seinem Haus auf. Nach einer Razzia am 2. Oktober 1942 wurden nochmals sechs Menschen in den kleinen 20 Quadratmeter kleinen Raum, versteckt unter Heu, aufgenommen. Im März kam es zu einer fünfstündigen Hausdurchsuchung durch 17 Angehörige der Ordnungspolizei, die aber nicht fündig wurden. Kurze Zeit darauf nahm Flokstra weitere vier verfolgte Menschen auf. Alle überlebten die Kriegszeit. 1967 wurde die Eheleute als Gerechte unter den Völkern geehrt. Nahe dem Bauernhof der Familie erinnert ein Gedenkstein an sie. | Gedenkstein für die Familie Flokstra |
| 48        | Hoogeveen, Nieuwe Brug        | Bahnhof Hoogeveen             | 5,6         | Am 2. Oktober 1942 fand in Hoogeveen eine große Razzia statt, bei der 165 jüdische Menschen aufgegriffen und in ein Café am Marktplatz gebracht wurden. Von dort wurden sie in das Lager nach Westerbork deportiert. | Gedenktafel am ehemaligen Standort der Synagoge von Hoogeveen |
| 49        | Bahnhof Hoogeveen             | Secteweg                      | 5,0         | Im Sommer 1943 richteten die deutschen Besatzer im Sparbankbosch fünf Männer aus Hoogeveen hin als Vergeltungsmaßnahme für die Tötung von drei Mitgliedern des NSB, die als kriminell galten. Drei der im Sparbankbosch Hingerichteten zählten zum Widerstand, zwei waren Juden. Zur Erinnerung an diese Männer wurde 2003 ein Monument, bestehend aus fünf großen Metallfiguren, im dortigen Wald enthüllt. Kreuze und Davidsterne an den Figuren symbolisieren die tödlichen Einschüsse. Der zugehörige Text lautet: „Ook vandaag, terwijl u hier staat, en dit leest, wordt elders iemand verkracht, gemarteld vermoord, omdat hij zich verzet, omdat ze vrouw is, of vanwege de kleur van huid of hart.“ („Auch heute, während Sie hier stehen und das lesen, wird irgendwo anders jemand vergewaltigt, gefoltert, ermordet, weil er Widerstand leistet, eine Frau ist oder wegen der Farbe seiner Haut oder seines Herzens.“) | Monument im Spaarbankbosch von Ruinen |
| 50        | Secteweg                      | Kreembong, Tiendeveen         | 6,0         | | |
| 51        | Kreembong, Tiendeveen         | De Blinkerd                   | 6,3         | Zu Beginn des Jahres 1942 wurde eine größere Gruppe von jüdischen Männern aus Amsterdam in das Arbeitslager Kreembong verlegt. Die Lage war zunächst erträglich, da es ausreichend Lebensmittel gab. Das änderte sich im Juli 1942, als weitere Männer aus anderen Lagern hinzukamen, da sich die Versorgung verschlechterte und die Männer von den Razzien in Amsterdam erfuhren. Wahrscheinlich wurde das Lager kurz darauf aufgelöst, und die Insassen wurden höchstwahrscheinlich deportiert. Am 23. April 2009 wurde im Beisein von zwei früheren Lagerinsassen ein Gedenkstein enthüllt. | Zu Beginn des Jahres 1942 wurde eine größere Gruppe von jüdischen Männern aus Amsterdam in das Arbeitslager Kreembong verlegt. Die Lage war zunächst erträglich, da es ausreichend Lebensmittel gab. Das änderte sich im Juli 1942, als weitere Männer aus anderen Lagern hinzukamen, da sich die Versorgung verschlechterte und die Männer von den Razzien in Amsterdam erfuhren. Wahrscheinlich wurde das Lager kurz darauf aufgelöst, und die Insassen wurden höchstwahrscheinlich deportiert. Am 23. April 2009 wurde im Beisein von zwei früheren Lagerinsassen ein Gedenkstein enthüllt. |
| 52        | De Blinkerd                   | Wijster                       | 4,1         | Aussichtsturm De Blinkerd | De Blinkerd |
| 53        | Wijster                       | Beilen                        | 6,3         | | |
| 54        | Beilen                        | Oranjekanal                   | 5,4         | Ab dem Ende des 18. Jahrhunderts lebten Juden in Beilen, 1885 wurde die Synagoge einweiht. 1941 zählte die jüdische Gemeinde von Beilen 64 Personen, von denen nur eine den Holocaust überlebte, trotz vielfacher Versuche des damaligen Bürgermeisters, sie vor der Deportation zu retten. | Stolpersteine in Beilen, Markt 4 |
| 55        | Oranjekanal                   | Hooghalen                     | 4,9         | Der Oranjekanal wurde für die Versorgung des Lagers Westerbork per Schiff mit Lebensmitteln und Baumaterial genutzt. Verschifft wurden auch die Wracks von abgeschossenen Flugzeugen der Alliierten, die in Westerbork zur Wiederverwertung von den Häftlingen auseinandergebaut wurden. | Blick auf den Oranjekanal |
| 56        | Hooghalen                     | Durchgangslager Westerbork    | 5,3         | Im Sommer 1942 wurde die Eisenbahnstrecke bis nach Westerbork gebaut, sie bildete einen Abzweig an der Bahnstrecke Meppel–Groningen. Der erste Transport direkt von hier in Richtung Auschwitz ging im November 1942, bis zu diesem Zeitpunkt mussten die Gefangenen zu Fuß nach Hooghalen gehen. Bis September 1944 wurden von hier aus mehr als 100.000 jüdische Menschen in Vernichtungslager deportiert und ermordet. Am 12. April 1945 wurde das Lager, in dem sich noch rund 900 Menschen befanden, von kanadischen Soldaten befreit. 1983 wurde in der Nähe des ehemaligen Lagers ein Erinnerungszentrum eröffnet. Auf dem ehemaligen Appellplatz befinden sich De 102.000 stenen (Die 102.000 Steine), jeder einzelne von ihnen symbolisiert einen ermordeten Menschen. | Symbolisches Ende der Eisenbahnstrecke heute · Erinnerungssteine in Westerbork |